# オットー・ケルロイター
オットー・ケルロイター（Otto Koellreutter, 1883年11月26日 - 1972年2月23日）は、ドイツの国法学者。

## 経歴
バーデン＝ヴュルテンベルク州フライブルクにて出生。ローマ・ラ・サピエンツァ大学、グルノーブル大学、ベルリン大学、フライブルク大学で法学を修め、1905年に司法修習生となる。その後1908年に博士号、1912年には教授資格をフライブルク大学で得た。
第一次世界大戦では西部戦線に赴き、その功により一級鉄十字章を受章。1920年にハレ大学で国法学と行政法の員外教授に、翌年にはイェーナ大学の教授に就任した。1930年のドイツ国会選挙では、当時ドイツ国内で国家社会主義ドイツ労働者党を支持する法学者が少数であった中、同党を支持した。その頃から実務に密着した行政法にも強い関心をもち、1933年にナチス・ドイツ政権が成立すると同政権の国法学会の重鎮となった。1933年から1949年まではミュンヘン大学の教授だった。
1938年から翌年までの東京帝国大学客員教授を退任後ナチス批判者に転じ、1943年に『英独における法と裁判官』を発表してナチスを非難した。フライブルクにて没。